# Municipio de Highland (condado de Jewell)
El municipio de Highland (en inglés: Highland Township) es un municipio ubicado en el condado de Jewell en el estado estadounidense de Kansas. En el año 2010 tenía una población de 39 habitantes y una densidad poblacional de 0,42 personas por km².

## Geografía
El municipio de Highland se encuentra ubicado en las coordenadas 39°57′58″N 98°27′2″O / 39.96611, -98.45056. Según la Oficina del Censo de los Estados Unidos, el municipio tiene una superficie total de 93.04 km², de la cual 92,65 km² corresponden a tierra firme y (0,41 %) 0,38 km² es agua.

## Demografía
Según el censo de 2010, había 39 personas residiendo en el municipio de Highland. La densidad de población era de 0,42 hab./km². De los 39 habitantes, el municipio de Highland estaba compuesto por el 100 % blancos. Del total de la población el 0 % eran hispanos o latinos de cualquier raza.